# ليزر بالفمتو ثانية
الليزر بالفمتو ثانية هو ليزر يصدر اشعاعات ضوئية، مدتها تقع في مجال الفمتو ثانية
{\displaystyle (1~{\rm {fs}}=10^{-15}~{\rm {s}})}.

مع أن شعاع الليزر يسير بسرعة الضوء، فانه يقطع مسافة قصيرة جدا في الفمتوثانية (ف.ث) الواحدة، بحيث يقطع 0,3  (ميكرومتر) µm، وهذه المسافة أصغر بمئة مرة من قطر شعرة رأس انسان.
هذا النوع من أنواع الليزر يُجَمِع طاقة كبيرة في فترة زمانية قصيرة جدا، أقصر من الفترة التي يعمل بها الليزر بالبيكو ثانية (Pico second laser) وله (أي ليزر الفمتو ثانية) طاقة ناتجة أعلى. 
الليزر بهذا النبضات السريعة لا يمكن انتاجه إلا عن طريق عوامل بصرية غير خطية، عادة عن طريق ما يُعرف ظاهرة كير.
أحد أقوى ليزرات الفمتو ثانية في العالم موجود في قسم العلوم البصرية في جامعة ميشيغان (Center for Ultrafast Optical Science) والذي يولد طاقة ضوئية تصل إلى 300 تيرا واط، أي 10 مرفوعة للقوة 12.
مختبر بريكلي لليزر (Brekely Lab Laser Accelerator: BELLA) وصل إلى طاقة قدرها 40 واط في 40 فمتوثانية ، أي ما يعادل طاقة قدرها بيتا واط (10 مرفوعة للقوة 15) واط في الثانية الواحدة.

## أنواع ليزر الفمتوثانية

### Bulk Lasers
هذا النوع من الليزرات ذات النبض متناهي الصغر (ultrashort pulses) يصدر أشعة الليزر بمدة تتراواح بين 30 ف.ث و 30 بيكو ثانية (ب.ث) ويتركب عادة من ليزر النيوديميوم أو الايتربيوم (neodymium-doped or ytterbium-doped gain media) بقدرة خارجية تتراوح بين 100 ملي واط و 1 واط.

الليزر المبني على اساس التيتانيوم (Titanium–sapphire lasers) والذي يعمل أيضا على تعديل التشتت، ويصدر ذبذبات بمدة أقصر من الحالة الأولى أصغر من 10 ف.ث، وفي بعض الحالات تصل المدة إلى 5 ف.ث. تردد النبضات يقع في أغلب الأحيان ما بين 50 ميغا هيرتز و 500 ميغا هيرتز. وفي حالات استثنائية تُنتج ترددات بعدة ميغا هيرتز أو بعدة (عشرات) الغيغا هيرتز (طاقة عالية جداًَ).

### Fiber Lasers
الليزر الليفي ينتج ذبذبات بمدة تتراوح بين 50 ف.ث و 500 ف.ث، بتردد بين 10 و 100 ميغا هيرتز ومتوسط طاقة تبلغ عدة ملي واط (milliwatts). يمكن زيادة معدل الطاقة الناتجة باستخدام ليزر ذو ألياف معدلة تدعى stretched-pulse fiber Laser أو similariton lasers ،أو باستعمال مقوي للألياف (fiber amplifier). الميزة في هذا النوع من الليزر تتلخص بالتكلفة الأقل وامكانية الإنتاج بشكل أكبر مع الأخذ بعين الاعتبار بأن هناك تحديات تقنية يجب تجاوزها حتى يُتاح الإنتاج بشكل تجاري.

### Dye Lasers
هذا النوع كان مستخدما قبل الليزر المعتمد على التيتانيوم ولم يعد يستخدم بكثرة منذ ذاك الحين. الذبذبات الناتجة تقارب 10 ف.ث، ولهذا النوع فائدة امكانية انتاجه الذبذبات المرجوة باستخدام أطوال موجية مختلفة، بما في ذلك الطول المرئي منها.

### Semiconductor Lasers
باستخدام أشباه الموصلات تتولد ذبذبات الليزر لفترة تتراوح بين عدة مئات ف.ث، ومن أجل الحصول على ذبذبات أقصر يتم ضغط الذبذبات عند مخرج الليزر.

## عوامل مهمة في الليزر
- مدة الذبذبة (pulse duration)
- تردد الذبذات الناتجة (pulse repetition rate)
- معدل الطاقة الناتجة (average output power and pulse energy)